# Mesh (zespół muzyczny)
Mesh – brytyjska grupa muzyczna z kręgu muzyki elektronicznej i alternatywnego rocka, która powstała w 1990 w Bristolu w Wielkiej Brytanii. Aktualnie członkami zespołu są Richard Silverthorn (klawisze i wokal) i Mark Hockings (wokal). Obaj należą do składu grupy od początku jej istnienia.

## Historia
Zespół Mesh powstał w 1991 roku po tym, jak główny wokalista Mark Hockings i Richard Silverthorn (instrumenty klawiszowe) spotkali się na koncercie, na którym grał zespół Richarda Silverthorna. Wkrótce potem do zespołu dołączył klawiszowiec Neil Taylor, były kolega z zespołu Silverthorna. Twórcze pisanie zostało podzielone między Richarda Silverthorna, który komponuje muzykę, i Marka Hockingsa, który pisze teksty.
Mesh zawarł umowę ze szwedzką wytwórnią Memento Materia i pierwsza EP-ka Fragile została wydana w 1994 roku. Następnie w 1996 roku ukazał się pełny album In This Place Forever, a w 1997 roku zespół wydał rozszerzoną wersję Fragile. Album kompilacyjny Fragmente został wydany w 1998 roku, a nowy album studyjny The Point At Which It Falls Apart w 1999 roku. W 2000 roku współpracowali z niemieckim producentem tanecznym Markiem Oh, wydając utwór „Waves”, który osiągnął pozycję 83 na niemieckich listach przebojów.
W 2002 roku Mesh został przejęty przez Sony Records i wydał nowy album Who Watches Over Me. Zespół zyskał na popularności w Europie kontynentalnej, a przede wszystkim w Niemczech, gdzie ich single i albumy wielokrotnie zajmowały miejsca na listach przebojów. W 2006 roku ukazał się nowy album „We Collide”, wyprodukowany przez byłego producenta Depeche Mode, Garetha Jonesa.
W dniu 13 września 2006 Taylor ogłosił, że po 15 latach opuszcza zespół, aby realizować inne zainteresowania. Hockings i Silverthorn postanowili kontynuować jako duet, używając rozszerzonego składu tylko do występów na żywo. Po odejściu Taylora z zespołu, zastępował go na koncertach Geoff Pinckney.
Nowy skład podpisał kontrakt z Dependent Records jako ich europejską wytwórnią płytową. Metropolis Records reprezentuje ich w Stanach Zjednoczonych i Ameryce Południowej. Płyta A Perfect Solution ukazała się w 2009 roku. Została wyprodukowana przez niemieckiego producenta dark electro Olafa Wollschlägera. Silverthorn stwierdził: „Olaf ma naturalny talent do porządkowania naszych produkcji i spędzania absurdalnej ilości czasu na ich doskonaleniu bez zmiany ogólnego klimatu i nastroju”. Olaf kontynuował współpracę z Mesh przy kolejnych wydaniach. W 2011 roku zespół kontynuował A Perfect Solution remiksem albumu, zatytułowanym An Alternative Solution. W kwietniu 2011 roku grupa po raz pierwszy koncertowała w Stanach Zjednoczonych, grając na trasie „Legends of Synthpop” z Iris i De/Vision.
26 sierpnia 2011 roku zespół ogłosił na Twitterze, że Geoff Pinckney „nie będzie już grał na żywo z Mesh”, ponieważ chciał skupić się na swoim innym projekcie muzycznym, Tenek. Zastąpił go Richard Broadhead. Mniej więcej w tym czasie do składu dołączył perkusista koncertowy Sean Suleman.
W 2013 roku zespół wydał Automation Baby, który do tej pory stał się najbardziej udanym albumem zespołu, wchodząc na niemieckie listy przebojów pod numerem 33 i zajmując pierwsze miejsce na European Alternative Charts.
Po tym sukcesie zespół poczuł presję, by wydać kolejny album. Kiedy Looking Skyward został wydany w 2016 roku, osiągnął 12. miejsce na niemieckich listach przebojów, najwyższe jak dotąd..
W 2015 roku zespół zagrał z orkiestrą klasyczną na festiwalu „Gothic Meets Klassik”, który odbył się w „Gewandhaus zu Leipzig” w Lipsku. Program został nagrany i pierwotnie miał zostać wydany w 2016 roku. Później zdecydowano się rozszerzyć nagranie na żywo o kilka dodatkowych utworów nagranych w studiu. Zostały one nagrane w Tonscheune Oleak, a wydanie zostało przesunięte na koniec 2017 roku.
Mesh zdobył rzeszę fanów w Niemczech i Skandynawii, a także zdobył uznanie w krajach Ameryki Północnej i Południowej. Jednak sukces i uznanie w ich rodzinnym kraju, Wielkiej Brytanii, umknęło im. Richard Silverthorn omawiał to w kilku wywiadach, stwierdzając, że chociaż chciałby trochę uznania w Wielkiej Brytanii, zespół miał szczęście znaleźć rynek zbytu na to, co robią gdzie indziej i to jest teraz dla nich ważne.
W kwietniu 2023 roku Vaughn George dołączył do składu koncertowego grając na instrumentach klawiszowych i śpiewając chórki.